# Embolektomia
Embolektomia – zabieg operacyjny polegający na otwarciu tętnicy mający na celu usunięcie materiału zatorowego wykonywane w sytuacjach nagłego zagrożenia życia. Zabieg ten wykonuje się w celu udrożnienia naczynia krwionośnego jeżeli zachowawcze metody leczenia zawiodły.
Zabiegiem odwrotnym do embolektomii jest embolizacja.